# Nghiện smartphone

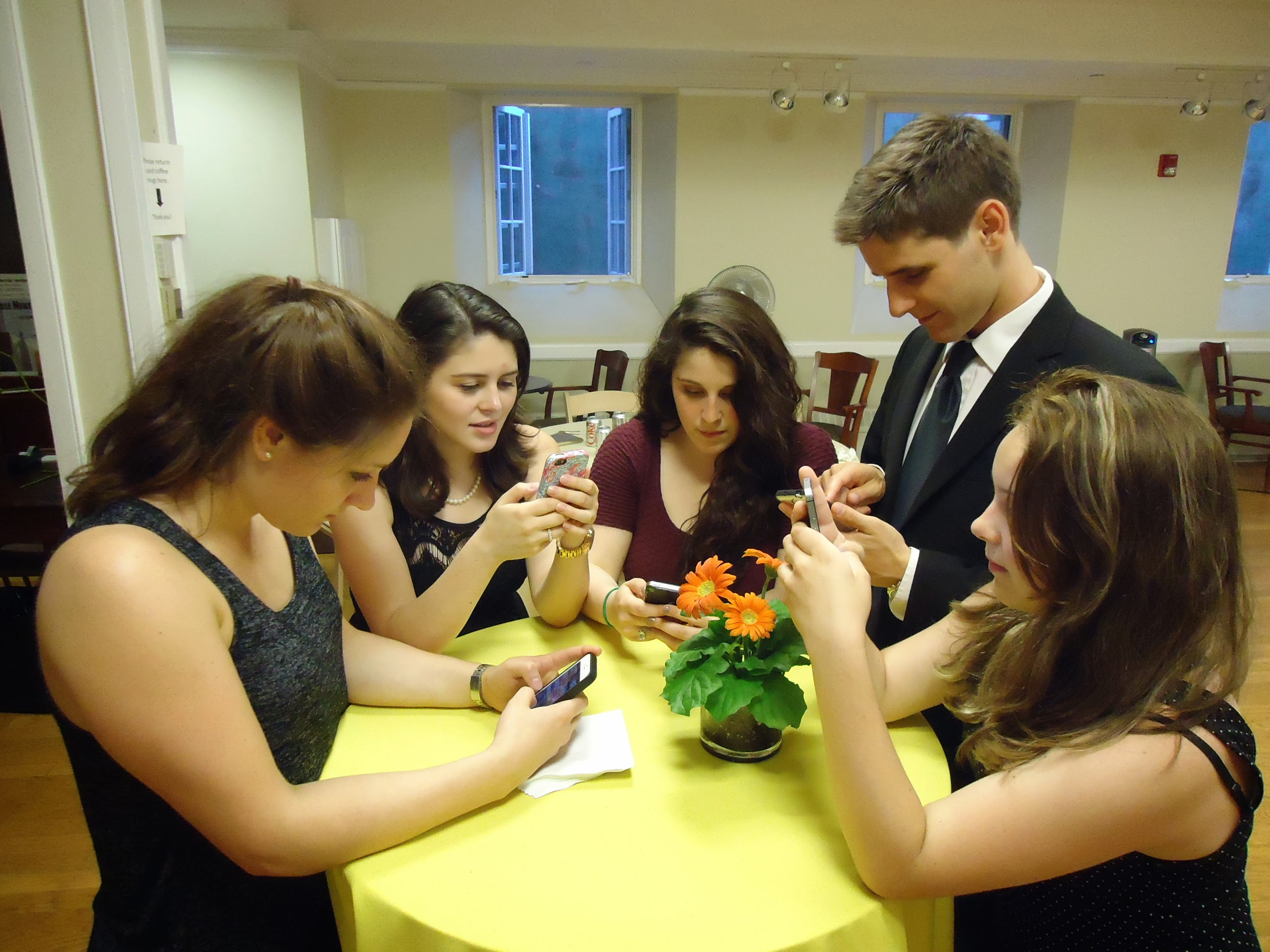
Thanh niên sử dụng điện thoại di động trong một bữa tiệc

Nghiện smartphone, còn được gọi là lạm dụng điện thoại thông minh, nghiện điện thoại thông minh, lạm dụng điện thoại di động hoặc chứng lệ thuộc điện thoại di động, được một số nhà nghiên cứu đề xuất là một dạng phụ thuộc tâm lý hoặc hành vi vào điện thoại di động, liên quan chặt chẽ với các hình thức lạm dụng phương tiện kỹ thuật số khác như nghiện truyền thông xã hội hoặc nghiện internet. Các nhà nghiên cứu khác đã tuyên bố rằng thuật ngữ liên quan đến nghiện hành vi liên quan đến sử dụng điện thoại thông minh có thể gây ra thêm vấn đề cả trong nghiên cứu và sự kỳ thị của người dùng, cho thấy thuật ngữ này phát triển thành nghiện smartphone hoặc nghiện điện thoại thông minh. Sử dụng có vấn đề có thể bao gồm mối bận tâm với giao tiếp di động, quá nhiều tiền hoặc thời gian dành cho điện thoại di động, sử dụng điện thoại di động trong các tình huống không phù hợp về mặt xã hội hoặc thể chất như lái xe ô tô. Việc sử dụng ngày càng tăng cũng có thể dẫn đến tăng thời gian liên lạc trên thiết bị di động, ảnh hưởng xấu đến các mối quan hệ và lo lắng nếu bị tách khỏi điện thoại di động hoặc không có được tín hiệu mạng đầy đủ.

## Lịch sử và thuật ngữ
Được thành lập trong nghiên cứu hiện tại về hậu quả bất lợi của việc lạm dụng công nghệ, "lạm dụng điện thoại di động" đã được đề xuất như một tập hợp con của "nghiện kỹ thuật số" hay "phụ thuộc kỹ thuật số", phản ánh xu hướng gia tăng hành vi cưỡng chế của người dùng thiết bị công nghệ. Các nhà nghiên cứu đã gọi các hành vi này là "nghiện điện thoại thông minh", "sử dụng điện thoại thông minh có vấn đề", cũng như đề cập đến điện thoại di động (điện thoại di động) thay vì chỉ điện thoại thông minh. Các dạng nghiện công nghệ đã được coi là chẩn đoán từ giữa những năm 1990. Panova và Carbonell đã công bố một đánh giá vào năm 2018 đặc biệt khuyến khích thuật ngữ "sử dụng có vấn đề" liên quan đến các hành vi công nghệ, thay vì tiếp tục nghiên cứu dựa trên các chứng nghiện hành vi khác.

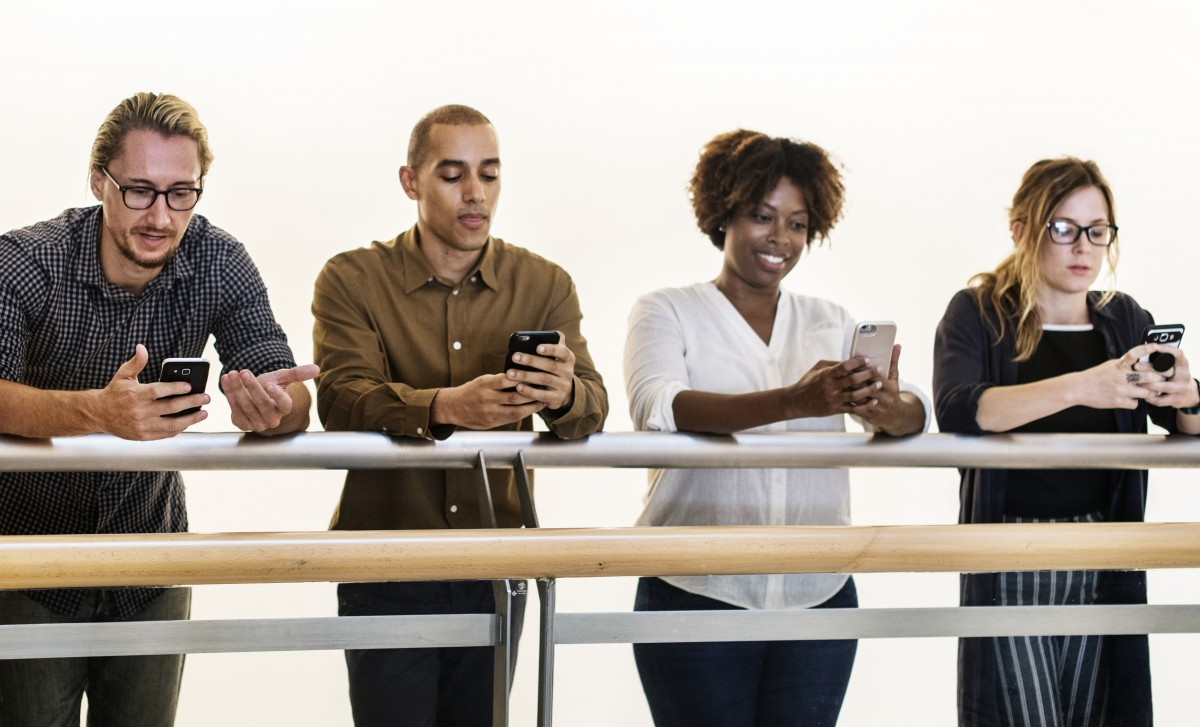
Sử dụng điện thoại thông minh

Việc sử dụng các thiết bị công nghệ không hạn chế có thể ảnh hưởng đến sự phát triển, xã hội, tinh thần và thể chất và dẫn đến các triệu chứng giống như các chứng nghiện hành vi khác. Tuy nhiên, Cẩm nang Chẩn đoán và Thống kê Rối loạn Tâm thần chưa chính thức mã hóa việc lạm dụng điện thoại thông minh như một chẩn đoán. Rối loạn chơi game đã được công nhận trong Bảng phân loại bệnh quốc tế (ICD-11). Các khuyến nghị đa dạng, thay đổi một phần là do thiếu bằng chứng xác thực hoặc sự đồng thuận của chuyên gia, sự nhấn mạnh khác nhau của hướng dẫn phân loại, cũng như những khó khăn trong việc sử dụng mô hình động vật cho chứng nghiện hành vi.

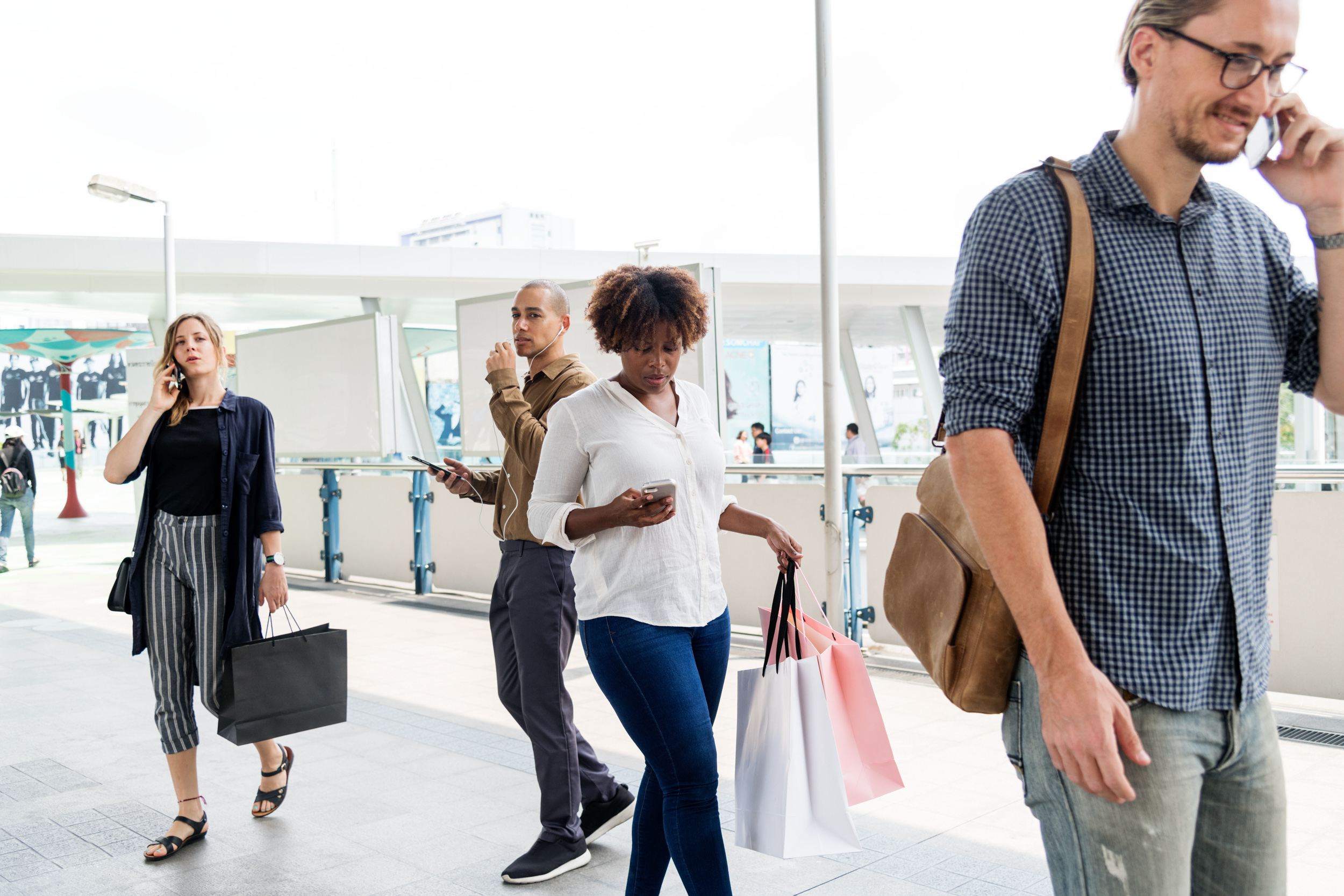
Vừa đi vừa dùng điện thoại

Trong khi các nghiên cứu được công bố đã chỉ ra mối liên hệ giữa việc sử dụng phương tiện kỹ thuật số và các triệu chứng hoặc chẩn đoán về sức khỏe tâm thần, nguyên nhân chưa được thiết lập, với các sắc thái và cảnh báo của các nhà nghiên cứu thường bị hiểu lầm bởi công chúng hoặc bị truyền thông đưa tin sai. Một đánh giá có hệ thống các đánh giá được công bố vào năm 2019 đã kết luận rằng bằng chứng, mặc dù chủ yếu là chất lượng thấp đến trung bình, cho thấy mối liên hệ giữa thời gian sàng lọc với sức khỏe tâm lý kém hơn bao gồm các triệu chứng như thiếu tập trung, hiếu động thái quá, lòng tự trọng thấp và các vấn đề hành vi ở trẻ em và thanh thiếu niên. Một số nghiên cứu đã chỉ ra rằng phụ nữ có nhiều khả năng lạm dụng phương tiện truyền thông xã hội và các trò chơi video của nam giới. Điều này đã khiến các chuyên gia cho rằng lạm dụng phương tiện kỹ thuật số có thể không phải là một hiện tượng thống nhất, với một số lời kêu gọi phân định các rối loạn được đề xuất dựa trên hoạt động trực tuyến cá nhân.
Do thiếu sự công nhận và đồng thuận về các khái niệm, chẩn đoán và điều trị rất khó để chuẩn hóa hoặc khuyến nghị, đặc biệt là xem xét rằng "một phương tiện truyền thông mới mà đã phải chịu sự hoảng loạn đạo đức như vậy." 